# デシデリウス (ランゴバルド王)
デシデリウス (ラテン語: Desiderius 720年ごろ – 786年ごろ)またはダウフェル (Daufer)、ダウフェリウス (Dauferius)は、北イタリアを支配したランゴバルド族最後のランゴバルド王。フランク王国のカール1世（大帝）に娘を嫁がせたが、後に対立して攻められ王国を滅ぼされた。

## 即位と権力強化
ブレシアで生まれたデシデリウスは当初トゥスキアのドゥクスであった。756年にランゴバルド王アイストゥルフが死ぬと、その王位を継いだ。この時、アイストゥルフの兄であり前の王でもあったラトキスが隠棲先のモンテ・カッシーノを出て王位奪回を試みたが、デシデリウスは教皇ステファヌス2世の助力を得てこれを速やかに鎮圧した。戴冠式に際して、デシデリウスは教皇に、聖座に属していた都市を返還し、教皇領をより拡大させることまで約束していた。
757年、デシデリウスは自身の権力強化に向けて動き出した。すなわち、強力なイタリア中部のスポレート公国、南イタリアのベネヴェント公国を服従させようとしたのである。かつてのランゴバルド王リウトプランドの親族であったベネヴェント公リウトプランドは、デシデリウスを成り上がり者として軽蔑し、彼の王位継承を認めなかった。そればかりかランゴバルド王から離れてフランク王ピピン3世に従うといってデシデリウスを脅したが、デシデリウスは東ローマ帝国海軍の支援を受けてリウトプランドを屈服させ、公国をフリウーリのアレキスに継がせた。さらに同年にはスポレート公アルボインを廃位し、スポレート公国を掌握した。前任者たちと同様に、デシデリウスはイタリア半島におけるランゴバルド王権の拡大に努めたが、ローマ教皇や南イタリアの諸公国との利害対立は避けられなかった。759年8月、デシデリウスは息子アデルキスをランゴバルドの共同王として即位させた。
ローマを訪れ聖ペテロの墓で祈りをささげたデシデリウスだったが、そこから帰ると彼は前任者たちと同じような攻撃的志向に回帰した。さらには東ローマ帝国と交渉して、教皇領を削る協定を結ぼうともたくらんでいた。760年、フランク王ピピン3世の使節が訪れ、デシデリウスに教皇から奪った都市の一部を返還するよう説き伏せた。バラクロウによればデシデリウスが教皇の支援を得るためにリウトプランドの征服地の譲渡を申し出たというが、いずれにせよデシデリウスは約束を守らず、征服地を返さぬままだった。ピピン3世はアキテーヌでの戦役に忙殺されていたこともありイタリアへ介入せず、教皇を助けるのではなく教皇とデシデリウスの間の平和を維持する立場に移っていた。

## 教会への介入
767年、デシデリウスは教皇パウルス1世の没後の混乱に介入し、エスクイリーノの丘の聖ヴィトゥス修道院にいたフィリップスという聖職者を連れ出してきて、768年7月31日に略式で即位させた。これが対立教皇フィリップスであるが、彼は諸国の承認や強力な後ろ盾を得られなかったため、同日のうちに退位して修道院に戻ってしまい、それ以降消息を絶った。
769年8月末、デシデリウスはラヴェンナ首都大司教の交代にあたり、民兵を煽って彼らの候補者を擁立することに成功した。さらにイストリア地方を占拠し、この地を王国外のグラード大司教から王国内のアクィレイア大司教の管区に編入させようとした。

## カロリング朝フランク王国との関係

771年のヨーロッパ。イタリア半島北部のランゴバルド王国（K. of Lombards）は南イタリアのスポレート公国 (D. of Spoleto)とベネヴェント公国 (D. of Benevent)を従えつつ教皇領 (Papal States)を圧迫し、フランク王国 (Realm of the Franks)と衝突した。

デシデリウス以前のアイストゥルフらがランゴバルド王であった時代、フランク王ピピン3世はイタリアに侵攻してランゴバルド軍を破り、教皇庁とカロリング家の間で同盟を結んでいた。それ以来、ランゴバルド王国は半ば動きを封じられていた。

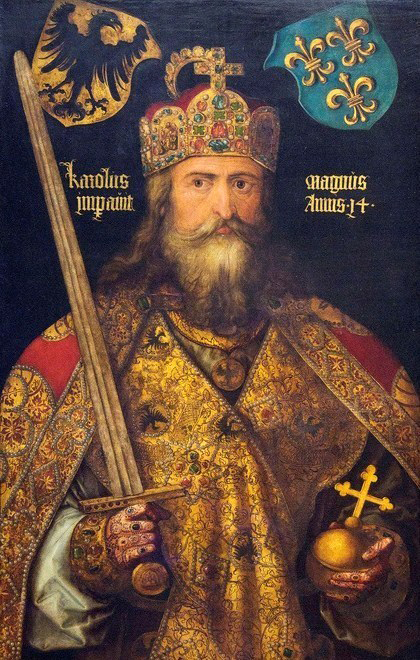
カール1世 (大帝)

770年、フランク王カール1世（大帝）とデシデリウスの娘が結婚した。かつてフランク王国ではカール1世と弟カールマンが王権を分担していたが、カール1世の勢力が弱く均衡が崩れつつあることを憂いた母ベルトラダが、ランゴバルド王国をカール1世の同盟相手とするべく縁談を取り持って実現した婚姻関係だった。デシデリウスもピピン3世時代からフランク王国の軍事介入を招かぬよう慎重に動いており、フランク王国とさらに関係を強化するべく、カロリング朝の王の一人もしくは数人に、教皇庁との関係を取り持たせイタリア半島への通行権を保証しようとさえしていた。実際カール1世とその弟カールマンは「ローマのパトリキウス」(patricius Romanorum)という称号を共有しており、特にカールマンはフランク王国側でアルプス山脈の交通を支配していた。
ローマのステファヌス3世やクリストフォールスは、反ランゴバルド陣営を形成するべくカールマンに接近した。しかし先に両者間の対立が深まり、クリストフォールス派の影響力から逃れようと企図したステファヌス3世はデシデリウスと手を組んだ。771年、デシデリウスは教皇がクリストフォールスを見捨てるなら大規模な教皇世襲領の変換を行うと空約束をしてステファヌス3世を抱き込み、クリストフォールスを捕縛して教皇近侍のパウルス・アタフィルタに引き渡し、虐殺させた。この結果デシデリウスはローマの守護者（プロテクトール）となり、騙されたステファヌス3世は失意のうちに772年に没した。

## カール1世との対決
771年、フランク王国で王権を分担していたカールマンが没したことが、ランゴバルド王国とフランク王国の関係を変化させた。というのもカールマンの未亡人ゲルベルガと2人の息子、それに数人の側近たちがデシデリウスのもとに身を寄せたからである。『教皇の書』が伝えるところによれば、彼らはカール1世に吸収された王国の継承権を主張していた。ただ歴史家のロジャー・コリンズによれば、このカールマンの家族の主張も、教皇がフランク王国をランゴバルド王国と敵対させるために流した偽情報であった可能性があるという。デシデリウスはこの遺族を対フランク政策に利用しようとしたが、カール1世は妻をランゴバルド王国へ送り返し、ここに両王の友好関係は終わりを告げた。代わりにカール1世はかつてカールマン領だったアレマンニアの大公家の血を引くヒルデガルトを妻に迎えることで、カールマン系の正統性を利用とするデシデリウスの意図を挫こうとした。
ステファヌス3世の死後、ハドリアヌス1世が教皇となると、デシデリウスは新教皇が聖別を終えたばかりのところへ友好協約を結ぶよう強要した。ハドリアヌス1世はデシデリウスが領土返還の約束を履行することを条件としたが、デシデリウスはこれを無視して教皇庁との和平を破棄し、ラヴェンナを包囲した。対するハドリアヌス3世は、ランゴバルド・フランク同盟を崩して政治的環境を覆そうと図った。デシデリウスはカールマンの遺児を塗油し、これがカールマンの後継者であると宣言するようハドリアヌス1世に迫ったが、ハドリアヌス1世はこれを拒否した。両王国を天秤にかけた末、ハドリアヌス1世はデシデリウスと手を切る方針を取った。773年、教皇ハドリアヌス1世は公にデシデリウスとの断交を宣言した。デシデリウスが報復として教皇領の都市を攻める動きを見せると、ハドリアヌス1世はカール1世に助けを求めて抵抗を図った。ランゴバルド軍がアルプス山脈を封鎖したので、ハドリアヌス1世は海から使節を送り出した。彼らの任務は、カール大帝に自分が教皇庁の守護者であることを思い起こさせることであった。デシデリウスに教皇領を攻撃させ、フランク王国に助けを求めるというのはみな彼の計画の内であった。要請を受けたカール1世は、教皇側に立つことを決めた。

## 滅亡
ローマを包囲するランゴバルド王国に対し、カール1世は撤兵して教皇領を返還するよう求めたが、拒絶された。カール1世は領土返還の代わりに金銭で解決する方策も提案したが、デシデリウスは拒否する姿勢を変えなかった。その結果、773年春、ついにフランク軍がランゴバルド王国へ侵攻した。この軍はジェノヴァで二手に分かれ、カール1世自ら率いる一軍はモン・スニ峠を越え、もう一軍はカール1世の叔父ベルンハルトに率いられてグラン・サン・ベルナール峠からアオスタ渓谷を下った。デシデリウスはモン・スニ峠に出陣してカール1世と対峙し、敵がポー平野に入る前に迎撃を試みたが失敗し、首都パヴィーアに籠城した。しかしこれも8か月に及ぶ包囲戦の末に占領され、デシデリウスは774年6月に捕らえられた。アダルキスはカールマンの遺族と共にヴェローナに籠城していたが、これもフランク軍の前に陥落した。
その後、カール1世はデシデリウスを北フランスのコルビー修道院へ追放し、ランゴバルド王の財産をすべて奪った。最終的にデシデリウスの野望は潰え、彼が独立王国として歴史上最後のランゴバルド王となった。またカール1世は「フランク王」である自身の称号に「ランゴバルド王」を付け加えた。例えば彼はパヴィーア攻略直後に発給した証書で「フランク人の王にして、ランゴバルド人の王」と名乗っている。このカール1世がランゴバルド王（ラテン語: rex Langobardorum)を名乗った事件は、ゲルマン諸王国の王として征服した王国の称号を合わせて名乗るようになった初めての事例である。カール1世はランゴバルド族の勢力を根絶するのではなく、彼らが「彼らの法を維持する」のを認め、「反逆者であった者を許した」。これ以降、ランゴバルド王（イタリア王）の称号はカロリング朝に継承されていくことになる。

## 家族
デシデリウスはアンサ（アンシア）と結婚した。子には息子アダルキスと5人の娘がいる。
- アンセルペルガ（英語版）(アンセルベルガ): ブレシアの女子大修道院長
- アデルペルガ（英語版） (アーデルペルガ、アダルベルガ[39]): ベネヴェント公アリキス2世（英語版）の妃[40]
- リウトペルガ（英語版） (リウトピルク、リウトベルガ): タッシロ3世（英語版）の妃[41]
- デシデラタ（英語版）（デシデラーダ）: 770年にフランク王カール1世と結婚したが、771年に婚姻を否認された（中世における離婚）。なお五十嵐によればデシデラタ（デシデラーダ）という名は誤解に基づいており、正しくない。J・ネルソンは「ゲルペルガ」（Gerperga）が正しいとしている[38]。
- アデルキス（英語版） (アダルギス[3]、アダルキス[27]): 共同王、コンスタンティノープルのパトリキウス（英語版）[注釈 6]
- デシダナ: 戦闘で死亡

## 後世への影響
今日でも、イタリアにはデシデリウスの重要な業績が様々な形で残っている。753年から756年の間、まだブレシアの公だったデシデリウスはアイストゥルフから聖サルヴァドーレに捧げる修道院の建設を命じられ、その用地を与えられた。こうして建てられたのが、美しいモザイク画を擁しランゴバルド時代の建築を現在まで残しているブレシアのサン・サルヴァトーレであり、現在イタリアのロンゴバルド族:権勢の足跡 (568-774年)の一部として世界遺産に登録されている。彼のイタリア名デジデーリオ（Desiderio）は欲望、切望という意味もあり、例えば英語に直訳すると"desire"となる。1822年、イタリアの著名な小説家・詩人であるアレッサンドロ・マンゾーニの悲劇『アデルキ』では、デジデーリオ（デシデリウス）は虚栄心が強く自らの権力欲により王国と遺産を滅ぼす男として描かれている。息子のアデルキ（アデルキス）は平和を欲するが、その思いは父の野望と共に潰え、餓死する。この劇中で、マンゾーニはデシデリウスとランゴバルド人がイタリア半島の統一に失敗したことへの無念さを表現している。